# John Steinbeck
John Steinbeck (Salinas, Kalifornija, 27. veljače 1902. – New York, 20. prosinca 1968.), američki romanopisac i novelist; analitičar društvenih suprotnosti u Americi; izraz mu je u tradiciji realističke naracije.

## Književni rad
Prikazivao je život eksploatiranih u vrijeme krize 30-ih godina 20. stoljeća. Osnovne teme su život skitnica, probisvijeta i seljaka, animalni porivi u čovjeku i pobune nonkonformističke mladosti, a u djelima se isprepleću naturalizam i humor. 
Dobitnik je Nobelove nagrade za književnost 1962. godine.

## Važnija djela
- Tortilla Flat (1935.)
- "O miševima i ljudima" (Of Mice and Men, 1937.)
- "Plodovi gnjeva" (The Grapes of Wrath, 1939.)
- "Istočno od raja" (East of Eden, 1952.)
- "Zima našeg nezadovoljstva" (The Winter of Our Discontent, (1961.)
- Travels with Charley (1962.)

## Vanjske poveznice
- Steinbeckov centar u rodnom Salinasu (engl.)

### Ostali projekti
|  | Zajednički poslužitelj ima još gradiva o temi John Steinbeck |